# Libanon a 2022. évi téli olimpiai játékokon
Libanon a kínai Pekingben megrendezett 2022. évi téli olimpiai játékok egyik részt vevő nemzete volt. Az országot az olimpián 2 sportágban 3 sportoló képviselte, akik érmet nem szereztek.

## Alpesisí
Férfi
| Versenyző    | Versenyszám      | 1. futam      | 1. futam      | 2. futam | 2. futam | Összesítés | Összesítés |
| Versenyző    | Versenyszám      | Idő           | Hely.         | Idő      | Hely.    | Idő        | Helyezés   |
| ------------ | ---------------- | ------------- | ------------- | -------- | -------- | ---------- | ---------- |
| Cesar Arnouk | Óriás-műlesiklás | nem ért célba | nem ért célba | kiesett  | kiesett  | kiesett    | kiesett    |
| Cesar Arnouk | Műlesiklás       | 1:07,05       | 47.           | 58,37    | 34.      | 2:05,42    | 38.        |

Női
| Versenyző    | Versenyszám      | 1. futam | 1. futam | 2. futam      | 2. futam      | Összesítés | Összesítés |
| Versenyző    | Versenyszám      | Idő      | Hely.    | Idő           | Hely.         | Idő        | Helyezés   |
| ------------ | ---------------- | -------- | -------- | ------------- | ------------- | ---------- | ---------- |
| Manon Ouaiss | Óriás-műlesiklás | 1:08,88  | 54.      | nem ért célba | nem ért célba | kiesett    | kiesett    |
| Manon Ouaiss | Műlesiklás       | 1:02,69  | 52.      | 1:02,96       | 46.           | 2:05,65    | 46.        |

## Sífutás
Távolsági
Férfi
| Versenyző | Versenyszám | Idő     | Helyezés |
| --------- | ----------- | ------- | -------- |
| Elie Tawk | 15 km       | 51:46,5 | 92.      |

Sprint
| Versenyző | Versenyszám         | Selejtező | Selejtező | Negyeddöntő | Negyeddöntő | Elődöntő | Elődöntő | Döntő   | Helyezés |
| Versenyző | Versenyszám         | Idő       | Hely.     | Idő         | Hely.       | Idő      | Hely.    | Idő     | Helyezés |
| --------- | ------------------- | --------- | --------- | ----------- | ----------- | -------- | -------- | ------- | -------- |
| Elie Tawk | Férfi egyéni sprint | 3:47,73   | 87.       | kiesett     | kiesett     | kiesett  | kiesett  | kiesett | 87.      |